# كاتدرائية كونيغسبرغ

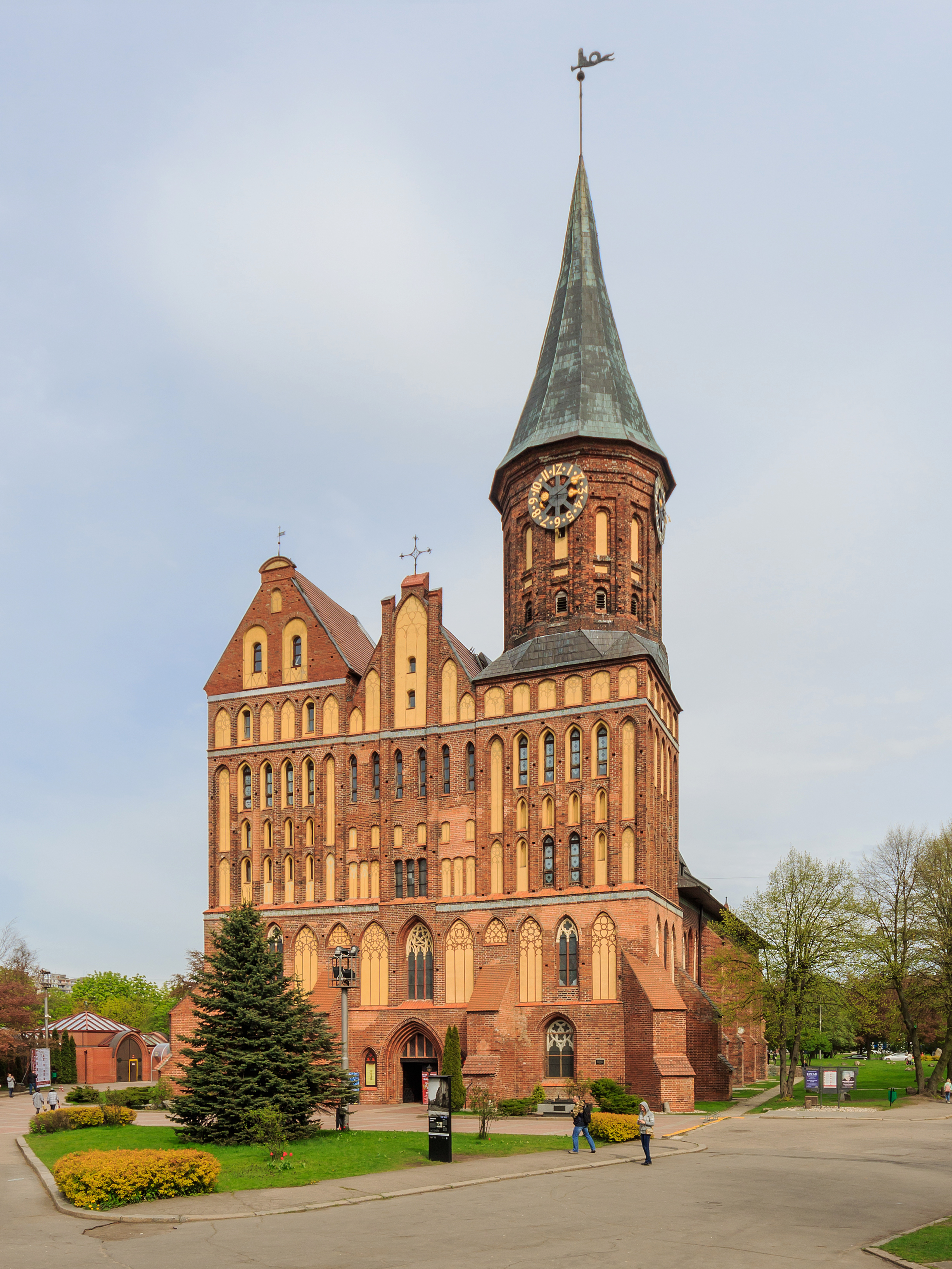
مبنى كاتدرائية كونيغسبرغ

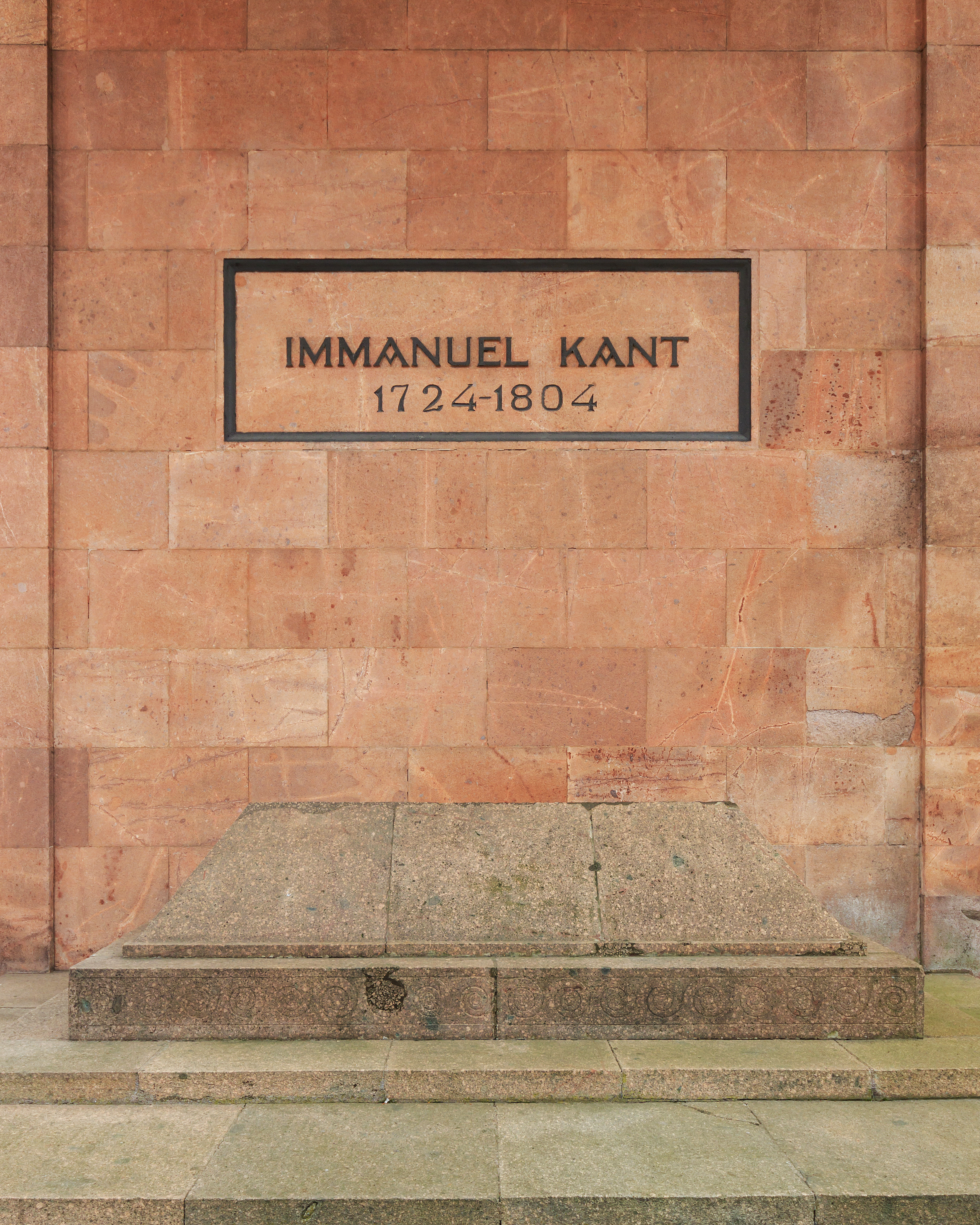
مقبرة إمانويل كانت

كاتدرائية كونيغسبرغ (بالألمانية: Königsberger Dom) (بالروسية: Кафедральный собор Кёнигсберга) ، هي كنيسة مسيحية بنيت في عقد 1330 ، وتعرضت للتدمير الشامل أثناء الحرب العالمية الثانية ، وتمت إعادة البناء الكنيسة بعد سيطرة السوفييت عام 1945م.

## معرض صور

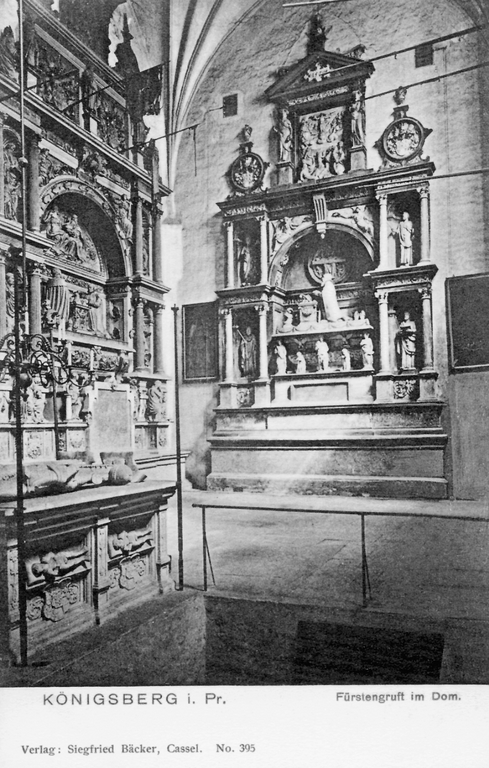
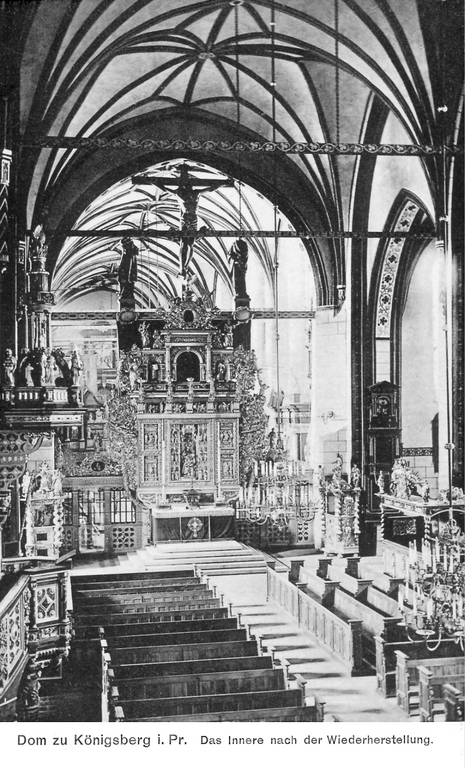

## أعلام
- هاينريش ريفل فون ريشتنبرغ
- ألبرشت
- ماري إليونور من كليفز
- إيمانويل كانت
- لودويغ فون ايرليخهاوزن

## وصلة خارجية
- Official site of Königsberg Cathedral